# Azucena (Buenos Aires)
Azucena, es una pequeña localidad ubicada en el sudoeste del Partido de Tandil, provincia de Buenos Aires.
Adopta el nombre de una estancia ubicada en el Cuartel VII, de Tandil, fundada por José Búteler y que le pusiera ese nombre al establecimiento rural en recuerdo de su hermana, Azucena Búteler.

## Historia

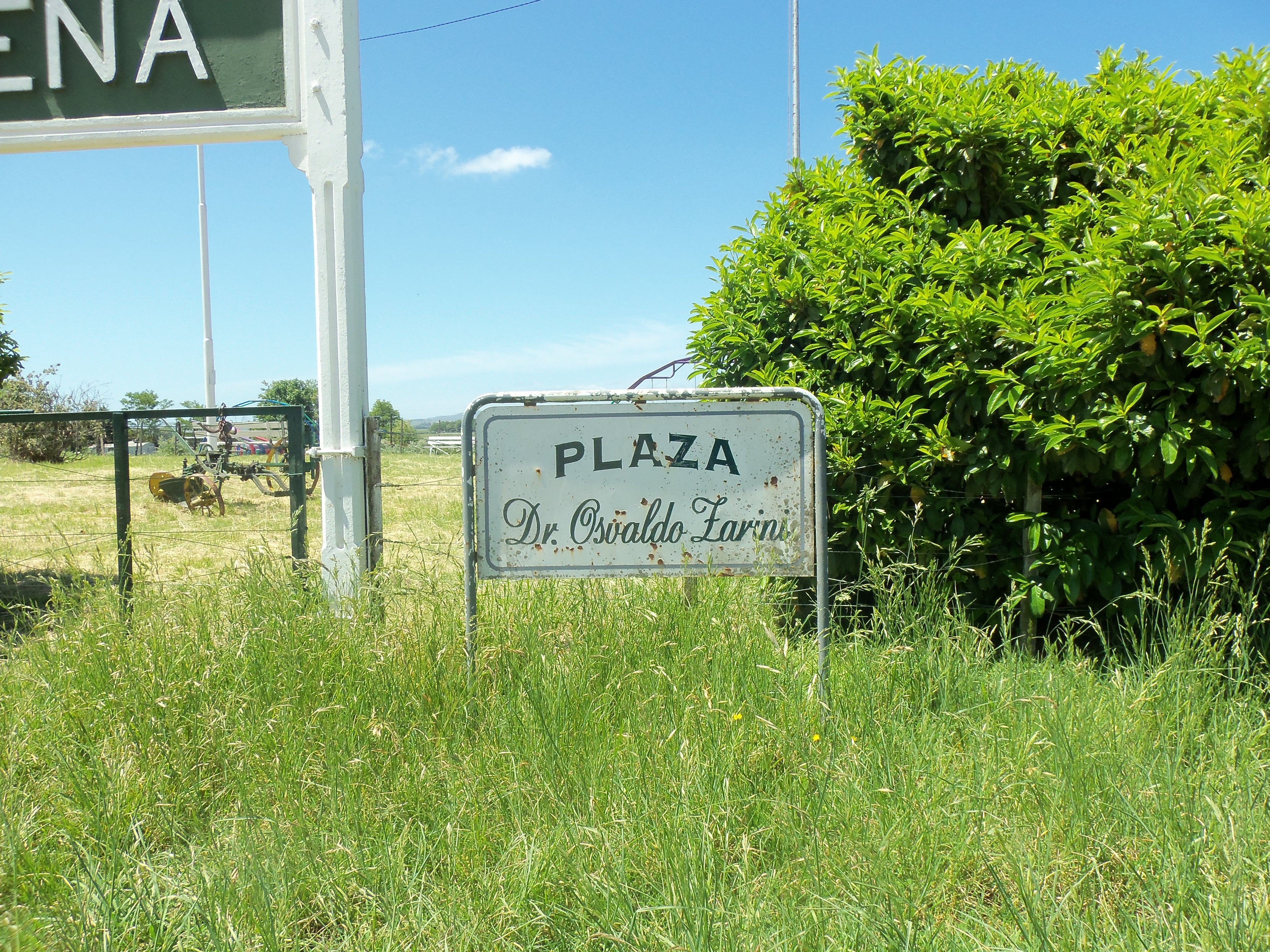
Plaza de Azucena.

## Cultura y Educación

### Instituciones Educativas
En el año 2005 se incorpora en la provincia de Buenos Aires la Educación Secundaria Básica. Este hecho da origen a la creación de nuevas escuelas. Por Resolución Ministerial N.º 3726/07 (enlace roto disponible en Internet Archive; véase el historial, la primera versión y la última). de la Provincia de Buenos Aires se crea el 2 de julio de 2007 La escuela Secundaria Básica N.º 17.
En el año 2010 se dicta la ley de Educación de la Provincia de Buenos Aires N.º 13.688 Archivado el 3 de marzo de 2016 en Wayback Machine., que determina en el Artículo N.º 28, que las Escuelas de Educación Secundarias deben ser obligatorias. Esta ley establece la trayectoria escolar secundaria completa conformando una unidad pedagógica organizativa.
A partir del 1 de marzo de 2010, según la Resolución N.º 601 la Escuela Secundaria Básica N.º 17 empieza a conformar la Escuela de Educación Secundaria N.º 12.

## Club Azucena Juniors
El Club Azucena Juniors, fue fundado el 19 de marzo de 1930. En esos tiempos se lo denominaba el “Ventarrón de la zona”. La primera Comisión Directiva la integraban los señores Raimundo Bustos y Augusto Christensen. El primer equipo de fútbol, estaba constituido por los jugadores: Salvador Bustos, Paulino Disipio, José Bustos, J. Alcial. 
Campo  de deportes cedido por el Sr. Emilio Anchorena, se ubica actualmente en la calle los Jazmines S/N.